# Duffyoemida impunctipennis
Duffyoemida impunctipennis är en skalbaggsart som först beskrevs av Duffy 1955.  Duffyoemida impunctipennis ingår i släktet Duffyoemida och familjen långhorningar.
Artens utbredningsområde är Burundi. Inga underarter finns listade i Catalogue of Life.